# Drapeau de la Wallonie
Le drapeau de la Wallonie est le drapeau officiel de la Région wallonne (et de la Communauté française de Belgique) et l'un des symboles de la Wallonie. Il est composé d'un coq hardi (dont la patte droite est levée et le bec fermé) rouge sur fond jaune, conformément à l’article 4 et à l’annexe du décret wallon du 23 juillet 1998 déterminant le jour de fête et les emblèmes propres à la Région wallonne. Le coq hardi symbolise l'adhésion des Wallons à la culture française et leurs origines gallo-romaines . Les couleurs jaune et rouge (de Liège) rappellent le rôle important qu’ont joué les Liégeois dans la construction de la conscience wallonne. Sa configuration est inspirée du tableau Le coq hardi peint par Pierre Paulus en 1913 qui est conservé au Musée de la Vie wallonne. Il est également utilisé par les militants des organisations liées au Mouvement wallon.

## Histoire

### Initiative du Mouvement wallon
L'idée de créer un drapeau de la Wallonie émerge au début du XXe siècle, lorsque le Mouvement wallon, qui milite pour le maintien du français comme langue officielle exclusive en Belgique, commence à contester la légitimité du drapeau belge, estimant que le gouvernement belge est trop tolérant à l’égard du Mouvement flamand.
En effet, en 1905, Charles Comhaire, membre de la Ligue wallonne de Liège et fondateur de la société historique Le Vieux-Liège, publie une étude intitulée Le drapeau belge est mal construit qui évoque la possibilité d'élaborer un drapeau commun aux provinces francophones de Belgique. Lors d'un congrès organisé à Liège le 2 octobre de la même année, Paul Gahide déclare étudier la « question de savoir s’il n’y aurait pas lieu de déterminer la forme et les couleurs d’un drapeau wallon qui flotterait à côté du drapeau national dans toutes nos fêtes et dans toutes nos manifestations ». Cette idée ne soulève cependant pas beaucoup d'enthousiasme parmi les congressistes qui craignent d’être assimilés à des séparatistes.

### Choix du coq hardi
En 1907, la question refait surface dans l’hebdomadaire liégeois francophile Le Réveil wallon où un témoin y propose que les Wallons adoptent le drapeau de la France bleu-blanc-rouge, qui serait marqué en son centre par un coq. Cette proposition recueille un certain écho et est relayée par plusieurs revues : la Revue française dirigée par Raymond Colleye arbore un coq sur sa première page ; en 1909, une nouvelle revue liégeoise se baptise Li Coq wallon ; en 1910, la revue universitaire L'Étudiant libéral affiche un coq aux ailes déployées comme symbole.

Première proposition de drapeau pour la Wallonie (1907) qui est le drapeau de la France marqué en son centre d’un coq, aujourd’hui utilisé par les partisans de la réunion de la Wallonie à la France.

En 1911, l'inauguration d'un monument commémorant la bataille de Jemappes met à nouveau le coq à l'honneur en Wallonie puisque l’édifice est surmonté d’un coq gaulois chantant, en hommage aux soldats français qui ont combattu pour défendre les idéaux de la Révolution face aux troupes coalisées du Saint-Empire germanique soutenant l'Ancien Régime. Dans son discours prononcé lors de l'inauguration du monument, Jules Destrée déclare : « Chante coq gaulois, coq wallon ! Jette au loin ton cri d’éveil et d’espérance ! Dis ta fanfare allègre au travers des campagnes ! Donne aux trop endormis un sursaut de révolte ! Par l’amitié française et leur propre énergie, les Wallons d’aujourd’hui voudront vivre leur vie ! ».

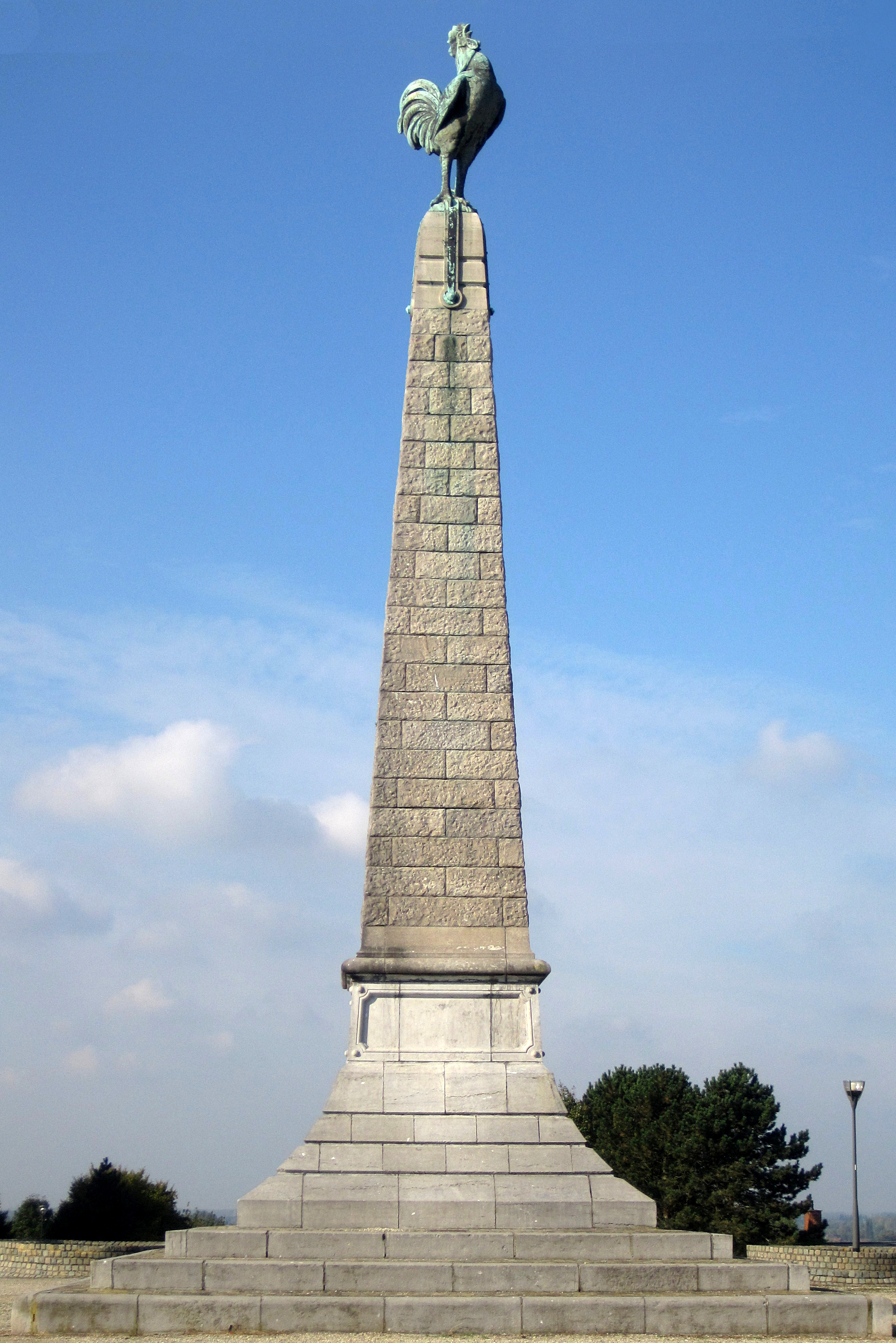
Monument aux morts français de Jemappes, surmonté du coq gaulois.

Ce choix témoigne de la francophilie des militants du Mouvement wallon et de leur attachement à la République française, dont le coq gaulois est l’un des symboles, aux origines gallo-romaines des Wallons, à la culture française et aux idéaux de la Révolution et des Lumières.
Le 7 juillet 1912, des figures marquantes du Mouvement wallon se réunissent pour créer l'Assemblée wallonne. Ils envisagent d'établir une séparation administrative par laquelle serait constituée un entité juridique autonome, la Wallonie, à l'intérieur de l'État belge, et qui serait dotée d'un pouvoir décisionnel propre aux provinces francophones du pays. Les travaux débutent dans cette optique à Charleroi en octobre 1912, notamment afin d'étudier les questions du drapeau, de la fête et de l'hymne de la Wallonie. Les études sur ce sujet ont lieu en Commission de l'Intérieur qui est présidée par l'homme politique socialiste et avocat carolorégien Paul Pastur. Un rapport est rédigé par l'écrivain Richard Dupierreux, le 16 octobre 1913.
Avant d’adopter un drapeau, il fallait choisir un symbole officiel. Trois propositions ont été évoquées successivement. La première était de constituer un drapeau reprenant les blasons des quatre provinces wallonnes de l'époque, auquel serait ajoutés ceux des villes de Nivelles et de Tournai. Cependant, Jules Destrée insista pour que le drapeau officiel fut simple et facilement reconnaissable afin de devenir populaire. La première idée fut donc écartée.
La deuxième possibilité était de reprendre un emblème historique déjà existant. Deux symboles furent envisagés mais n'ont pas été retenus. Il s'agissait du Perron de Liège, symbole de l'ancienne principauté de Liège, et du lion, animal figurant déjà sur le drapeau du Mouvement flamand et les armoiries du royaume de Belgique. Ces deux options ont été écartées car elles ne permettaient pas à l'ensemble des Wallons de s'y identifier puisque le Perron parlait surtout aux Liégeois et le lion rappelait excessivement la Flandre et la monarchie belge.
La troisième possibilité, retenue cette fois, était la création d'un nouveau symbole choisi par les membres de l’assemblée. Plusieurs animaux furent évoqués, dont le sanglier (symbole ardennais), l'écureuil (symbole traduisant la sympathie supposée des Wallons), le taureau (symbole liégeois surnommé Li Tore), l'alouette (symbole chrétien) et l'étalon (suggéré par un agriculteur d'Ath). L'étoile a également été mentionnée, mais elle rappelait trop l'État indépendant du Congo.
Face à l'indécision des débatteurs, le coq fut à nouveau évoqué. Outre son symbolisme français apprécié par les militants wallons, ses vertus en font un être valorisé dans la culture chrétienne et européenne puisque les Grecs et les Romains l'associaient à Apollon (Phœbus) et à Athéna (Minerve), les Celtes Gaulois au dieu Lug et, dans le christianisme, il est considéré comme un animal positif révélateur, témoin du reniement de saint Pierre dans le Nouveau Testament qui, en outre, permettrait de chasser les démons et disposerait d'un pouvoir de guérison. Le coq figure aussi souvent au sommet des clochers des églises situées dans l'ancienne Gaule, et donc en Wallonie, depuis le pape Léon IV, au neuvième siècle.

Par ailleurs, l'association entre les mots « gaulois » et « coq » (« gallus » en latin traduit à la fois ces deux termes) séduit les congressistes, soucieux de raccrocher l'identité wallonne à la civilisation française et de mettre en exergue leurs origines gallo-romaines. Le coq gaulois est depuis plusieurs siècles, en particulier depuis la Révolution et la monarchie de Juillet puis la République, un symbole de la France, figurant sur le grand sceau de France, sur la plupart des monuments aux morts français de la Première Guerre mondiale, sur les anciennes pièces de monnaie françaises et sur les maillots des équipes sportives nationales. 

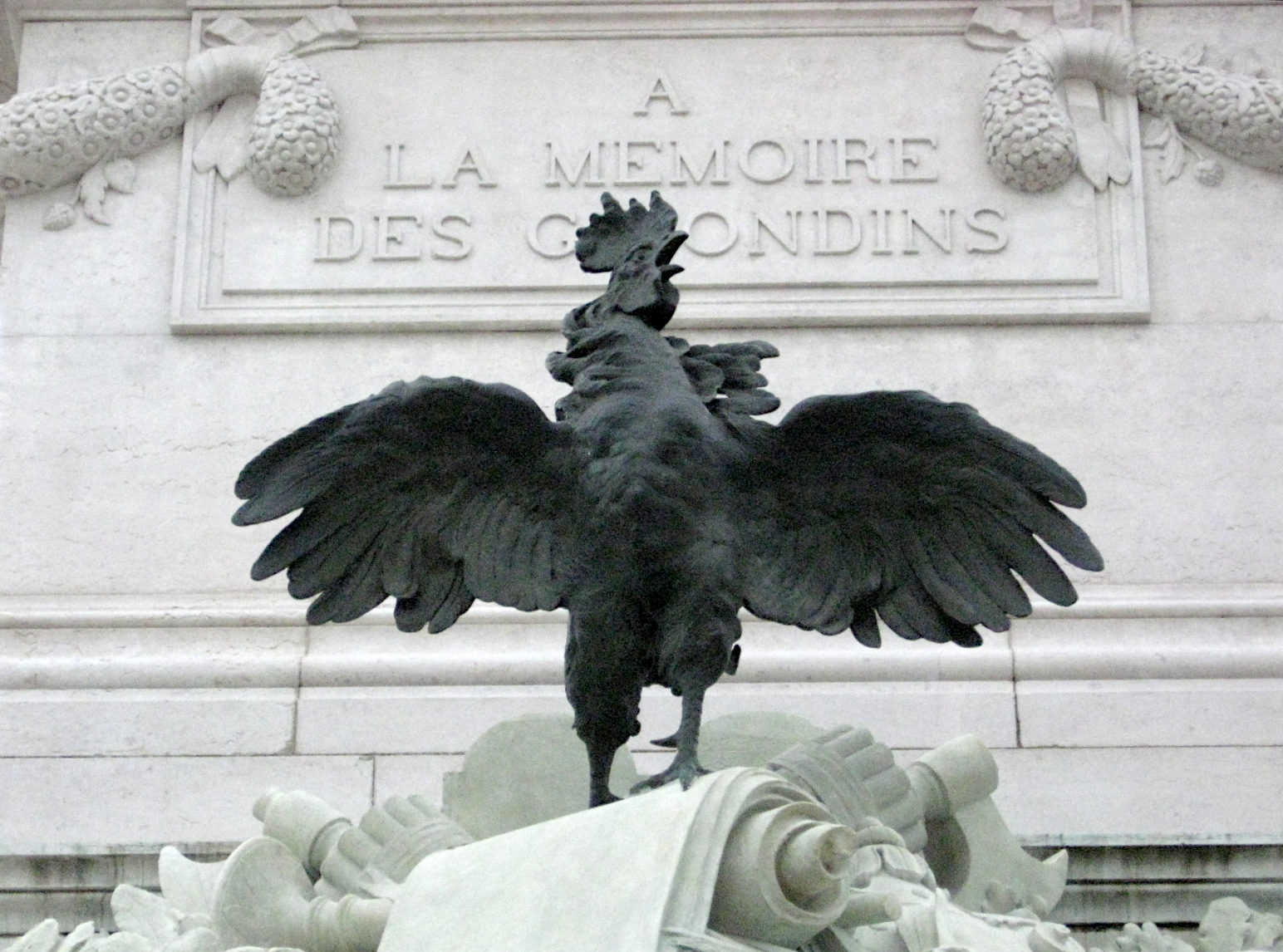
Monument aux morts français de la Première Guerre mondiale, à Bordeaux.
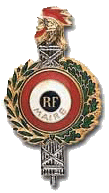
Insigne des maires de France.
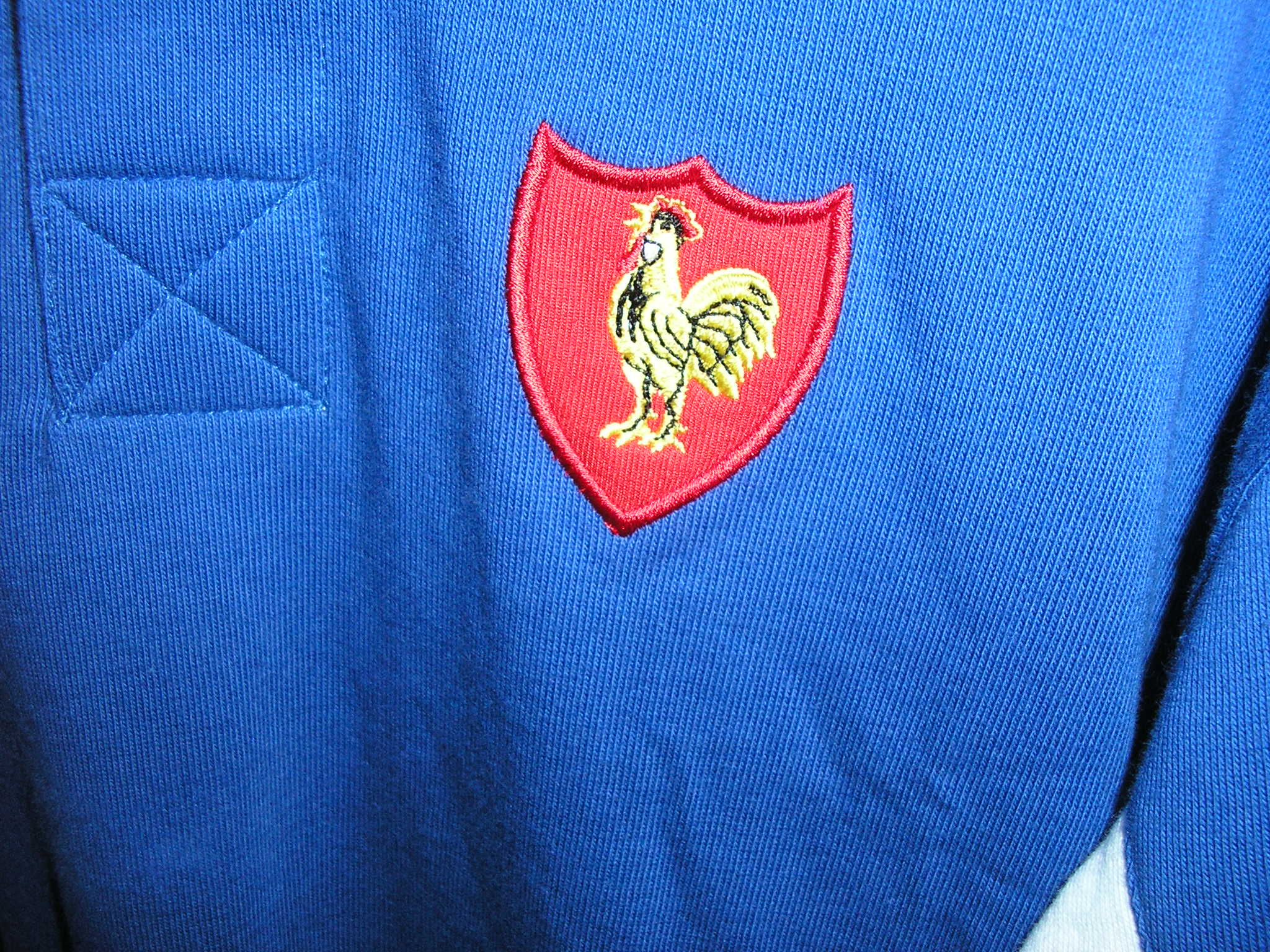
Logo sur un maillot du XV de France.
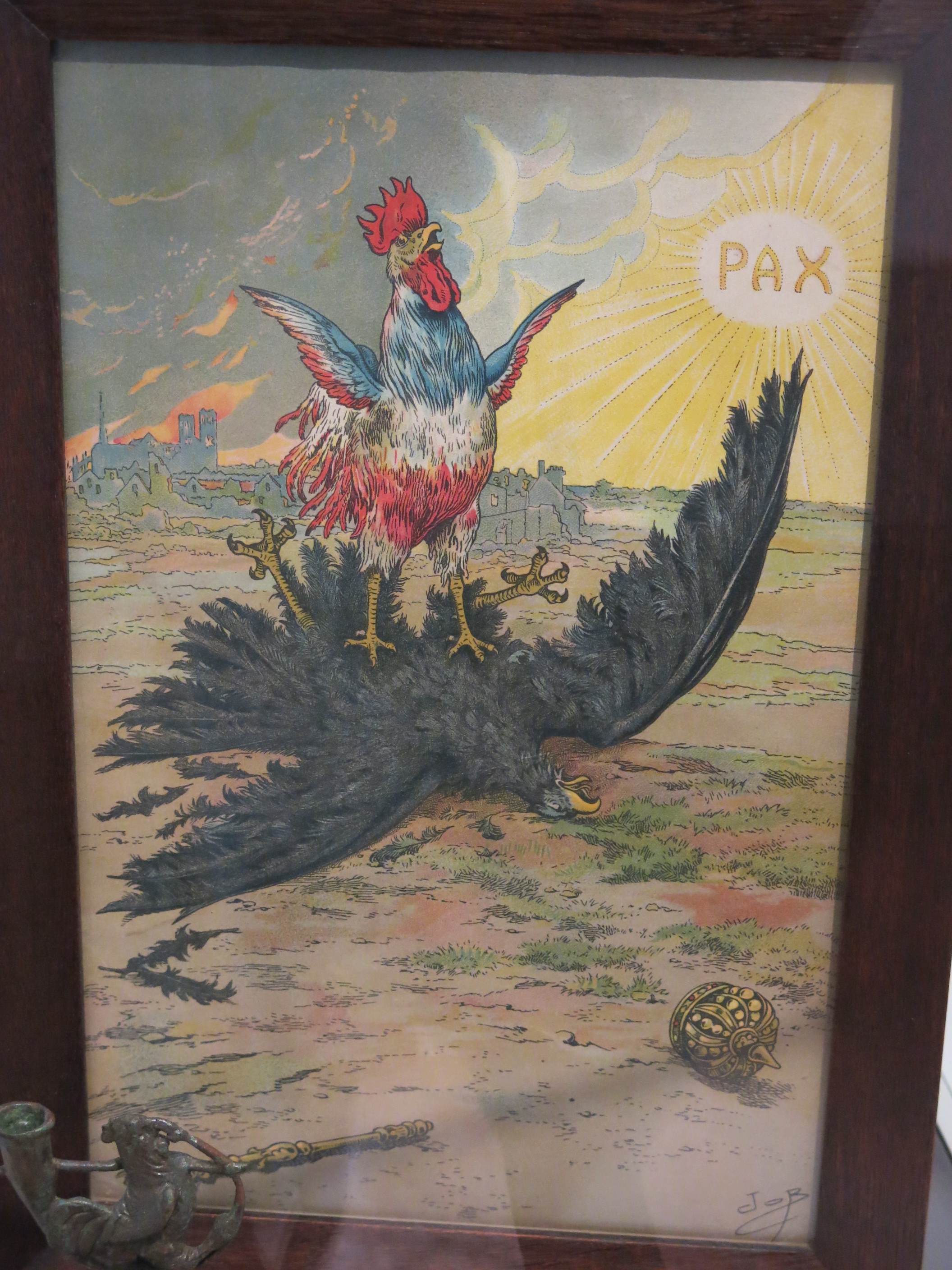
Affiche de propagande montrant le coq français vainqueur de l'aigle allemand, après la Première Guerre mondiale.
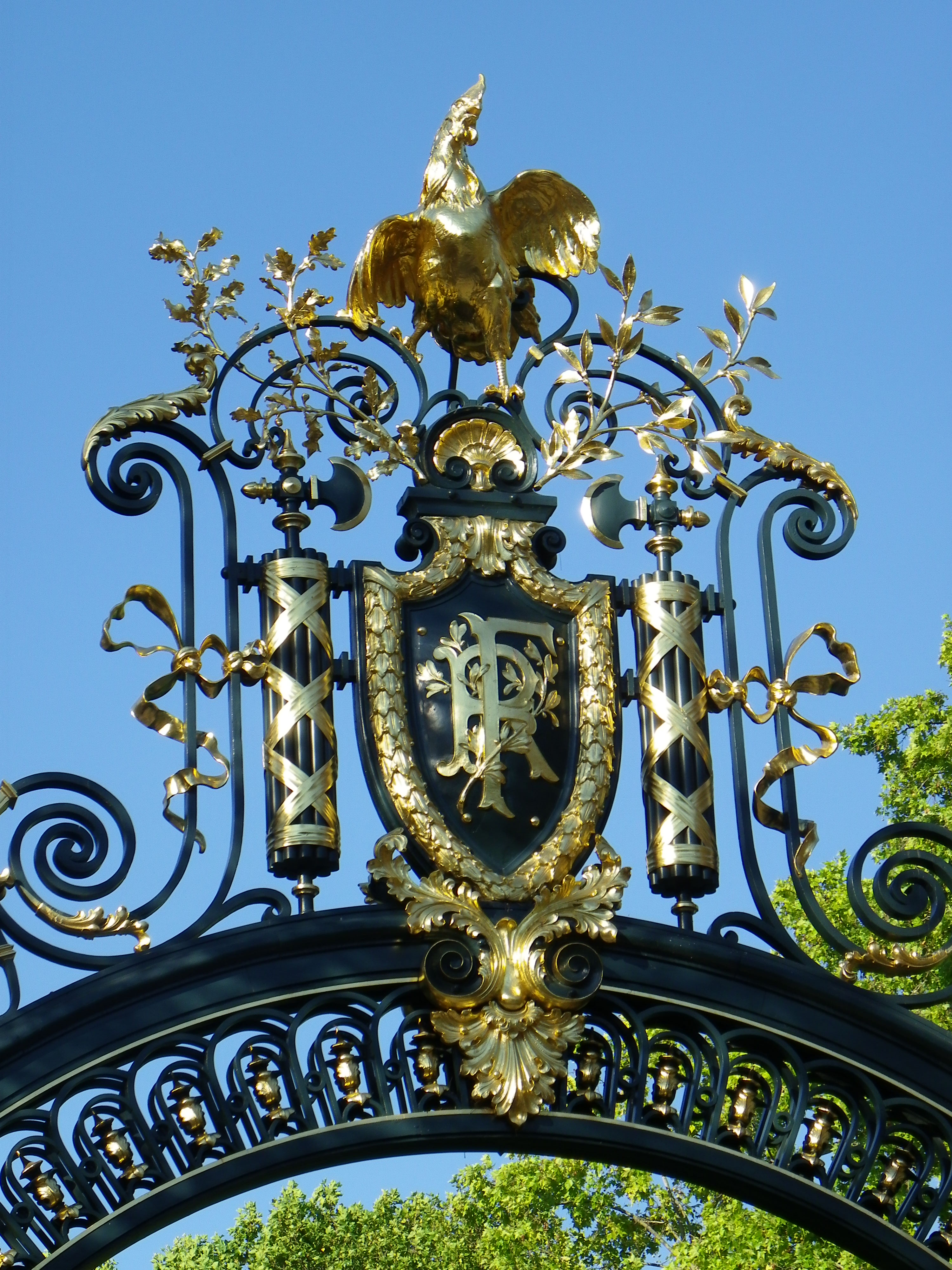
Coq au sommet de la grille du jardin du palais de l'Élysée.

Richard Dupierreux fait remarquer dans son rapport de 1913 que « le coq français est chantant, la tête droite et le bec ouvert ; adoptons le coq hardi dont la dextre est levée ; le dessin héraldique en est aussi nerveux et la nuance pourra satisfaire tout le monde ».

Le coq hardi, dont la patte droite est levée et le bec est fermé, permet donc à la fois de rappeler l'adhésion de la Wallonie à la culture française et de souligner sa particularité.

Le coq hardi rouge figurant sur les armoiries et le drapeau officiels de la Wallonie tel que défini par le décret du 23 juillet 1998 déterminant le jour de fête et l'emblème propres à la Région wallonne. Il peut être isolément utilisé pour symboliser la Wallonie en application de l'article 2 du décret.

### Choix des couleurs jaune et rouge
Le choix des couleurs du drapeau wallon fit lui aussi l'objet de débats. La majorité des membres de la Commission de l'Intérieur proposèrent d'arborer les couleurs jaune et rouge (celles du pays de Liège) utilisées par les révolutionnaires liégeois en 1830. Le président de la Commission déclina cette idée et proposa d’y ajouter la couleur blanche. Dans La Lutte wallonne a également été évoquée la possibilité de créer un drapeau bleu et rouge, marqué en son centre par le Perron liégeois surmonté d'un coq remplaçant la croix initiale. Cependant, aucune proposition ne parvint à réunir une majorité de soutiens. Jules Destrée décida dès lors de reporter le vote au 20 avril 1913.
Lors de cette nouvelle réunion, deux options furent identifiées: soit un coq rouge sur fond or en écho aux couleurs de Liège, soit un drapeau blanc, jaune et rouge, reléguant le coq à un symbole figurant sur un blason distinct. Certains évoquèrent la possibilité d'adopter un drapeau blanc frappé d'un coq rouge, mais cette hypothèse fut rejetée car elle évoquait excessivement le drapeau du Japon. Lors des votes, le drapeau or marqué d'un coq hardi rouge l'emporta.
En conséquence, Jules Destrée fit publier dans La Défense wallonne un décret indiquant notamment que la « Wallonie adopte pour drapeau le coq rouge sur fond jaune, cravaté aux couleurs nationales belges » et que les « armes seront le coq hardi de gueules sur or, avec le cri : Liberté et la devise : Wallon toujours ».
Paul Pastur fut ensuite chargé de créer une illustration officielle de ce nouveau coq rouge sur fond jaune et demanda au peintre Pierre Paulus d’en dessiner un selon la décision de l'Assemblée wallonne. Le 3 juillet 1913, une commission d'artistes se réunit à l'initiative de l'Assemblée et adopta officiellement pour symbole le coq hardi rouge sur fond jaune, selon le tableau Le Coq hardi peint par Pierre Paulus pour l'Assemblée.

Bien que cette œuvre fut dépourvue de valeur juridique pour symboliser la Wallonie, les militants des organisations liées au Mouvement wallon firent usage, à partir de 1913, de drapeaux jaunes contenant différentes versions simplifiées du coq hardi rouge de Pierre Paulus, mais sans jamais aboutir à un seul et même dessin commun du coq,,,. Il fallut attendre l’adoption du décret régional du 23 juillet 1998 déterminant le jour de fête et les emblèmes propres à la Région wallonne pour fixer officiellement le modèle de drapeau à utiliser, en ce compris le dessin, la configuration et les proportions du coq hardi qui sont précisées dans les annexes du décret.

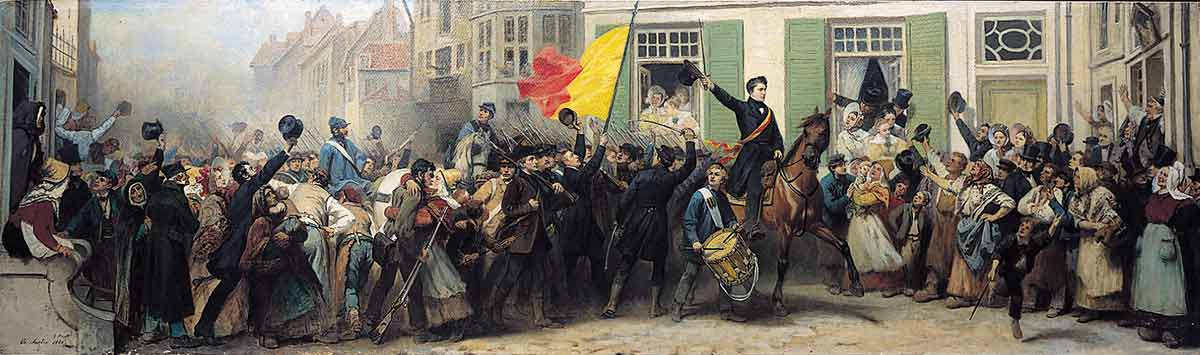
Tableau représentant l'arrivée des volontaires liégeois de 1830 arborant le drapeau de Liège.
Drapeau de Liège aux couleurs rouge et jaune.
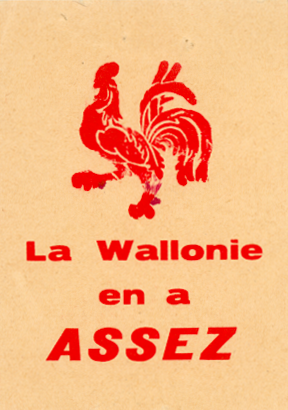
Tract utilisé par des militants d'associations liées au Mouvement wallon qui contient une version simplifiée du coq hardi dessiné par Pierre Paulus.

## Définition juridique et usage réglementaire
Le drapeau de la Wallonie est défini par le décret wallon du 23 juillet 1998 déterminant le jour de fête et les emblèmes propres à la Région wallonne, adopté par le Parlement wallon à l’unanimité de ses membres, dont l’article 4 prévoit que le drapeau de la Wallonie est jaune au coq hardi rouge, conformément au modèle figurant en annexe 3 du même décret.

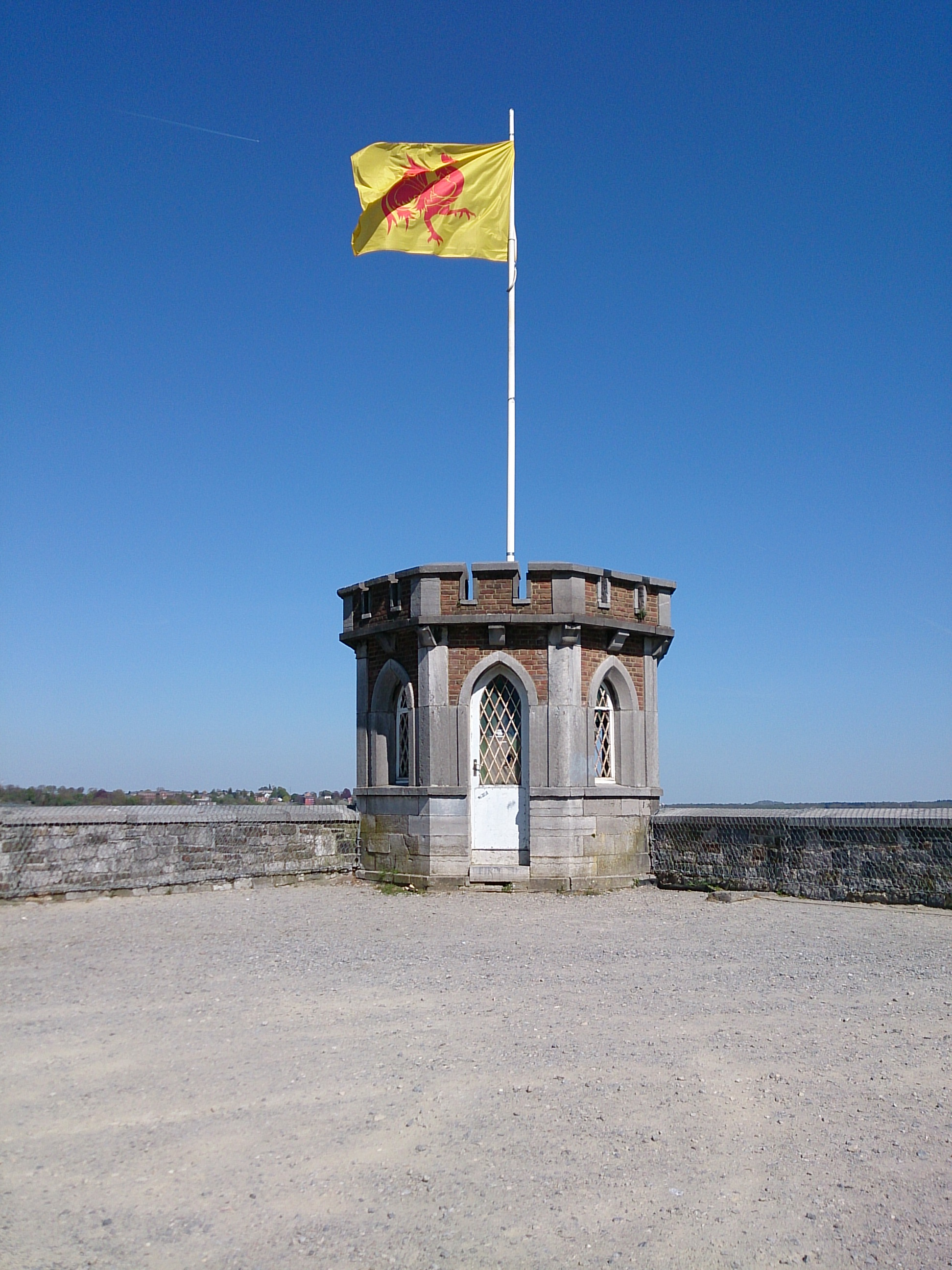
Drapeau wallon flottant au sommet de la citadelle de Namur.

Le même décret dispose que le drapeau « a les proportions deux : trois. Le coq hardi est inscrit dans un cercle non apparent dont le centre coïncide avec celui du tablier, dont le diamètre est égal au guindant et dont la circonférence passe par les extrémités des pennes supérieures et inférieures de la queue et par l'extrémité de la patte levée. L'horizontalité du coq est déterminée par une droite non apparente joignant le sommet de sa crête à l'extrémité de la penne supérieure de la queue ». L’article 2 du décret prévoit que le coq hardi rouge du drapeau officiel peut être isolément utilisé pour représenter la Wallonie.
Il est également précisé que le drapeau wallon est arboré aux bâtiments officiels situés sur le territoire de la Wallonie le troisième dimanche de septembre. Le Gouvernement wallon peut ordonner le pavoisement, à d'autres dates, des édifices publics et bâtiments officiels situés en Wallonie.
Les variantes des couleurs jaune et rouge du drapeau sont précisées par une charte graphique adoptée par le Gouvernement wallon pour renforcer l'identité visuelle de la Wallonie et de l'administration et des services associés à la Région wallonne,. Il convient toutefois de souligner que cette charte graphique ne détermine pas la configuration du drapeau qui est fixée par le décret du 23 juillet 1998.
| Couleur | ● Jaune     | ● Rouge    |
| ------- | ----------- | ---------- |
| HTML    | #FFD100     | #E4002B    |
| RVB     | 255, 209, 0 | 228, 0, 43 |

Par ailleurs, le décret de la Communauté française du 3 juillet 1991 déterminant le jour de fête et les emblèmes propres à la Communauté française de Belgique dispose que le « drapeau de la Communauté française est jaune au coq hardi rouge ». Le drapeau de la Communauté, fixé en annexe du même décret, est identique au drapeau wallon tel que défini par le décret régional du 23 juillet 1998 précité.